# Вольфсон, Евгений Аркадьевич
Евге́ний Арка́дьевич Вольфсо́н (род. 13 мая 1950) — липецкий скульптор.
Е. А. Вольфсон родился в Липецке 13 мая 1950 года. В 1974 году окончил Саратовское художественное училище.

## Работы
В своих работах автор зачастую прибегал к знаковому или условному изображению в качестве эксперимента. Например, он выполнил скульптуры на новом железнодорожном вокзале Липецк («Начальник вокзала и обходчик», «Дама и носильщик» и др.; 1994).
В 1990-е годы Вольфсон выполнил памятник воинам-интернационалистам на улице Гагарина у спорткомплекса «Спартак» (см. Площадь Героев). Архитектор — М. В. Мордухович.
В 1997 году вместе с И. М. Мазуром Вольфсон выполнил памятный знак на месте канцелярии Петра I в Петровском проезде.
Работы Вольфсона также хранятся в Липецком областном и Елецком музеях.